# Zhanggou (köpinghuvudort i Kina, Hubei Sheng, lat 30,25, long 113,37)
Zhanggou (kinesiska: 张沟, 张沟镇) är en köpinghuvudort i Kina. Den ligger i provinsen Hubei, i den centrala delen av landet, omkring 95 kilometer sydväst om provinshuvudstaden Wuhan. Antalet invånare är 58 965. Befolkningen består av 28 248 kvinnor och 30 717 män. Barn under 15 år utgör 14,0 %, vuxna 15-64 år 73 %, och äldre över 65 år 12,0 %.
Runt Zhanggou är det tätbefolkat, med 356 invånare per kvadratkilometer. Närmaste större samhälle är Xiantao, 15,1 km nordost om Zhanggou. Trakten runt Zhanggou består till största delen av jordbruksmark.
Genomsnittlig årsnederbörd är 1 462 millimeter. Den regnigaste månaden är maj, med i genomsnitt 197 mm nederbörd, och den torraste är december, med 25 mm nederbörd.